# Lady Gaga Fame
Lady Gaga Fame è un profumo creato dalla cantante statunitense Lady Gaga. È stato distribuito nei negozi Macy's negli Stati Uniti e in una serie di negozi diversi nel Regno Unito il 22 agosto 2012, e in tutto il mondo a settembre attraverso l'etichetta Haus Laboratories della cantante in associazione con Coty, Inc. 
Secondo i materiali promozionali, il profumo usa la tecnologia "Push Pull" e non la classica struttura piramidale, per combinare le note olfattive di atropa belladonna, orchidea tigre, incenso, albicocca e zafferano.
La fragranza alla messa in commercio ha venduto 6 milioni di confezioni in una settimana, diventando il secondo profumo che ha venduto di più in sette giorni di sempre. A marzo 2017 il profumo ha venduto più di 37 milioni di bottiglie, con un ricavo di oltre 2 miliardi di dollari.

## Altri prodotti
- 100 ml/ 3,4 oz
- 50 ml/ 1,7 oz
- 30 ml/ 1,0 oz
- 15 ml/7 ml (solo per Parigi)
- Rollerball 10 ml/ 0,34 oz
- Sapone nero 5,0 oz
- Lozione per il corpo 200 ml/ 6,7 oz
- Gel per la doccia 200 ml/ 6,7 oz

## Sviluppo
A luglio del 2010, il giornale britannico Marketing riportò che Lady Gaga aveva iniziato a lavorare ad una fragranza inusuale con Coty, Inc che sarebbe stata messa in commercio a Natale dello stesso anno accompagnata da una grande campagna promozionale. "Non so niente di questo progetto" disse il vice presidente di Coty, Inc Steve Mormoris. "È una voce completamente falsa". Alcuni mesi dopo, a settembre, Mormoris annunciò che la cantante aveva accettato un contratto di licenza a lungo termine che consentiva a Coty di produrre fragranze sotto il suo nome, e che il primo profumo sarebbe stato distribuito nella primavera del 2012. A ottobre del 2010, il sito web TMZ riportò che il marchio era stato presentato con il nome Monster per l'uso specifico di profumeria. A giugno del 2012, Coty annunciò in un comunicato stampa che il profumo si sarebbe chiamato Lady Gaga Fame.

## Profumo e confezione
Rapporti diffusi nei primi mesi del 2011 riportavano erroneamente che Lady Gaga volesse creare una fragranza che profumasse di sangue e sperma. La cantante in seguito disse scherzosamente che la fragranza avrebbe avuto lo stesso odore di una "ricca prostituta". La confezione riporta le liste delle note del profumo quali "lacrime di belladonna, cuore frantumato di orchidea tigre con un velo nero di incenso, albicocca polverizzata e le essenze combinate di zafferano e gocce di miele". Secondo la confezione del prodotto, al posto della struttura piramidale usata nella maggior parte delle fragranze, Lady Gaga Fame utilizza una tecnologia tira e molla, nella quale gli ingredienti dimostrano degli aspetti di ogni nota senza precedenti. La fragranza non utilizza le note di testa, cuore e di fondo ma è basata su tre accordi: dark (oscurità) (che contiene le lacrime di belladonna), sensual (sensuale) (che contiene il miele, lo zafferano e le note di albicocca) e light (luce) (che contiene le note di orchidea tigre così come quelle di gelsomino). Questi accordi unendosi creano un profumo floreale e fruttato.
Lady Gaga Fame è un profumo nero che, una volta spruzzato, diventa invisibile; secondo il comunicato stampa di Coty, questa è la prima fragranza ad utilizzare questa tecnologia. La boccetta, disegnata da Lady Gaga e dal fotografo Nick Knight, è stata descritta dal giornale Billboard come "semplice e senza pretese" e "coronata da un tappo in oro tagliente in stile alieno". Sono state messe in commercio due versioni del profumo: una versione meno costosa che include una boccetta più piccola con un tappo di plastica e una versione più costosa, la première edition, conosciuta come Le Masterpiece (il capolavoro), che include una boccetta più grande con un tappo solido di metallo.

## Distribuzione e promozione
Lady Gaga Fame è stato distribuito in tutto il mondo a settembre del 2012 attraverso la sede di Parigi dell'etichetta Haus Laboratories di Lady Gaga in associazione con Coty. Negli Stati Uniti è stato distribuito nei negozi Macy's ad agosto del 2012. 
Il 18 luglio 2012, è stato distribuito un breve filmato in bianco e nero intitolato "Formulation" di Todd Tourso, Reggie Know, Rob English, Kenneth Robin. Il filmato di due minuti mostra degli attraenti modelli maschili in abiti da laboratorio che mescolano vari elementi chimici per creare la fragranza.
La cantante è apparsa poi sulla copertina di settembre 2012 di Vogue per promuovere il profumo. Il 9 febbraio 2013, Gaga conferma sul suo profilo Twitter che il profumo ha ufficialmente venduto 30 milioni di boccette ed è l'ottavo marchio di maggior successo dell'anno.

### Video promozionale
Il 14 agosto 2012, Gaga distribuì un trailer di 30 secondi della pubblicità per Lady Gaga Fame che utilizza la canzone Scheiße, proveniente dall'album Born This Way, come musica di sottofondo. Il 23 agosto 2012, un giorno dopo il lancio ufficiale della fragranza da Macy's, Lady Gaga distribuì una seconda pubblicità come seguito. Essa segue la stessa trama del primo trailer e mostra Gaga che gratta dalla faccia di un modello una melma nera che rappresenta il suo profumo nero. Alla fine della pubblicità Lady Gaga viene trasformata in una statua d'oro. Successivamente, quel giorno stesso, un terzo trailer fu mandato in onda in TV. Quest'ultimo mostra Gaga che sfila tra due schiere di modelli; su di un lato ci sono degli uomini parzialmente nudi vestiti in latex, sull'altro delle figure maschili in mantelle rosse. I loro volti sono coperti da dei copricapi anch'essi rossi. Sono presenti, inoltre, le due statue di Gaga, una con dei minuscoli uomini che si arrampicano su di essa e l'altra tutta d'oro.
La pubblicità completa debuttò il 13 settembre 2012 al museo Guggenheim a New York e fu pubblicata online lo stesso giorno sul sito littlemonsters.com. Il video è stato diretto da Steven Klein, che diresse in precedenza anche il video del singolo Alejandro. Questa pubblicità è stata prodotta dal famoso regista Ridley Scott.